# Silvia Henke
Silvia Henke (* 11. September 1962 in Basel) ist eine Schweizer Literatur- und Kulturwissenschaftlerin und Publizistin.

## Leben
Silvia Henke studierte an der Universität Basel deutsche und französische Philologie und Philosophie. Ihre Lizenziatsarbeit zur Briefpoetik von Rahel Levin Varnhagen wurde 1991 mit dem nationalen Preis für die sprachliche Qualität wissenschaftlicher Arbeit ausgezeichnet. Bis 1999 war sie Assistentin am Lehrstuhl von Karl Pestalozzi am Deutschen Seminar der Universität Basel und arbeitete als Gastdozentin an der Universität Hamburg auch mit Marianne Schuller zusammen. 1995 promovierte sie mit ihren Studien zu einem «kleinen Drama» im Werk von Alfred Jarry, Else Lasker-Schüler, Marie-Louise Fleisser und Djuna Barnes.
Seit 2001 ist sie Professorin für Kulturtheorie an der Hochschule Luzern – Departement Design Film Kunst, wo sie eine transdisziplinäre Theorieabteilung aufbaute.
Sie ist mit dem Schriftsteller Martin R. Dean verheiratet, mit dem sie eine erwachsene Tochter hat.

## Arbeits- und Forschungsschwerpunkte
Ihre Arbeit im Feld der Künste und deren feministischer Errungenschaften begann Henke 1990 mit dem internationalen Symposium «Wissenschaft, Künste & alles Andere» im Museum für Gestaltung Basel, zu dem sie den Reader herausgab.
2008 begründete sie die Schriftenreihe der Hochschule Luzern «Organ» und 2009 die Kooperation mit L’arc in Romainmôtier, einer Institution des Migros-Kulturprozents, mit einem «Forum für Fragen von Kunst und Öffentlichkeit».
Henke widmet sich in ihren Forschungen der feministischen Pornographie, dem Zusammenhang von Gegenwartskunst und Religion, der transkulturellen Kunstpädagogik sowie den Praktiken ästhetischen Denkens mit Schwerpunkt auf dem Vermögen ästhetischer Bildung als Zukunftskompetenz. Im Feld der Kunstpädagogik ist ihr der Psychoanalytiker und Kunstpädagoge Karl-Josef Pazzini ein wichtiger Kollege.
Daneben forscht und publiziert sie zu Schweizer Schriftsteller:innen des 20. und 21. Jahrhunderts wie Annemarie Schwarzenbach, Martin R. Dean, Hermann Burger, Paul Nizon, Gertrud Leutenegger, Friedrich Dürrenmatt und Adelheid Duvanel.
Sie ist ausserdem Autorin im Dossier kontertext der Online-Zeitung Infosperber, SSUI.

## Schriften (Auswahl)

### Buchpublikationen
- Mit Sabina Mohler (Hrsg.): Wie es ihr gefällt: Wissenschaft, Künste & alles andere. Kore Verlag, Freiburg i. Br. 1991, ISBN 3-926023-29-5.
- Fehl am Platz. Studien zu einem kleinen Drama im Werk von Alfred Jarry, Else Lasker-Schüler, Marieluise Fleisser und Djuna Barnes. Königshausen & Neumann, Würzburg 1997, ISBN 978-3-8260-1377-5.
- Mit Claude Lichtenstein (Hrsg.): Gebäude, Schrift, Signal. Ein Werkbuch. Kontrast, Zürich 2005, ISBN 978-3-906729-37-4.
- Mit Veronika Sellier, Beat Schläpfer (Hrsg.): Verlust der Unverkennbarkeit – Handschrift und Crossover in den Künsten (= Publikationsreihe Organ, Ausgabe 1). Interact Verlag, Luzern 2008, ISBN 978-3-906413-60-0.
- Silvia Henke (Hrsg.): Frauen und Männer auf der Kunstlaufbahn. Ein Forschungsbericht zur sozialen Situation von Abgängerinnen und Abgängern der Kunsthochschule Luzern (= Publikationsreihe Organ, Ausgabe 3). Interact Verlag, Luzern 2008, ISBN 978-3-906413-74-7.
- Mit Nika Spalinger, Isabel Zürcher (Hrsg.): Kunst und Religion im Zeitalter des Postsäkularen. Ein kritischer Reader. Transcript Verlag, Bielefeld 2012, ISBN 3-8394-2040-7.
- Was heisst künstlerisches Denken? (= Kunstpädagogische Positionen, 33). Lüdke, Hamburg 2014, ISBN 978-3-943694-11-6.
- Mit Alexandra d’Incau: Kunstunterricht in der postmigrantischen Gesellschaft. Ein Reader mit Unterrichtsbeispielen. BoD, Norderstedt 2017, ISBN 978-3-7448-1076-0.
- Mit Wolfgang Brückle, Marie-Louise Nigg (Hrsg.): Handwerker, Visionäre, Weltgestalter. Nummer 7. Hochschule Luzern, 2017, ISBN 978-3-033-06193-4.
- Mit Dieter Mersch, Nicolaj van der Meulen, Thomas Strässle, Jörg Wiesel: Manifest der künstlerischen Forschung. Diaphanes Verlag, Berlin/Zürich 2020, ISBN 978-3-0358-0220-7 (englischsprachiger Teil), ISBN 978-3-0358-0290-0 (deutschsprachiger Teil).
- Mit Dieter Mersch, Nicolaj van der Meulen, Thomas Strässle, Jörg Wiesel (Hrsg.): Praktiken ästhetischen Denkens. 9 Essays zur Neuverhandlung von Kunst und Ästhetik. transcript Verlag, Bielefeld 2023, ISBN 978-3-8376-7088-2.

### Aufsätze
Kultur-, Kunst- und Medienanalysen; Essays zu ästhetischer Bildung, Kunst und Religion, feministischer Pornographie sowie Literaturstudien und Rezensionen.